# Oxypilus lamottei
Oxypilus lamottei es una especie de mantis de la familia Hymenopodidae.

## Distribución geográfica
Se encuentra en  Guinea y Liberia.